# Cyclatemnus
Cyclatemnus es un género de arácnido del orden Pseudoscorpionida de la familia Atemnidae.

## Especies
Las especies de este género son:
- Cyclatemnus affinis Vachon, 1938
- Cyclatemnus berlandi Vachon, 1938
- Cyclatemnus brevidigitatus Mahnert, 1978
- Cyclatemnus burgeoni (Beier, 1932)
- Cyclatemnus centralis Beier, 1932
- Cyclatemnus dolosus Beier, 1964
- Cyclatemnus equestroides (Ellingsen, 1906)
- Cyclatemnus fallax Beier, 1955
- Cyclatemnus globosus Beier, 1947
- Cyclatemnus globosus globosus
- Cyclatemnus globosus parvus
- Cyclatemnus granulatus Beier, 1932
- Cyclatemnus minor Beier, 1944
- Cyclatemnus robustus Beier, 1959